# Sten Elfström
Sten Gustav Axelsson Elfström (Solna, 18 de agosto de 1942 — Estocolmo, 20 de março de 2024) foi um ator sueco. Ele apareceu em várias produções televisivas suecas, como Ebba and Didrik (1990), Morden (2009) e a série Real Humans.
Sten Elfström é mundialmente reconhecido pelo videoclipe de Avicii, "Waiting for love" de 2015. Nele, ele interpreta um homem que foi abandonado pela esposa e anda de patinete procurando por ela.

## Biografia
Sten Elfström nasceu em Solna, ao norte de Estocolmo, em 1942 e estudou na escola de teatro em Gotemburgo e começou sua carreira no Norrköping-Linköping City Theatre.
A partir do final da década de 1970, ele tem aparecido frequentemente em produções de cinema e televisão em cerca de 30 papéis no cinema e outros 20 papéis em séries de TV. Ele também apareceu em vários palcos de teatro do país ao longo dos anos. Sua última aparição na televisão foi no curta Välkommen till Solstrålen, em 2019.
Elfström faleceu em 20 de março de 2024, aos 81 anos, após um longo período de doença. Isso foi confirmado por sua filha Josefine Elfström em uma publicação no Facebook.